# Cá tầm thìa Mỹ
Cá tầm thìa Mỹ, tên khoa học Polyodon spathula, cũng gọi là cá tầm thìa Mississippi là một loài cá tầm thìa sinh sống ở vùng nước chảy chậm của hệ thống lưu vực sông Mississippi. Nó dường như đã tuyệt chủng tại hồ Erie và các nhánh của nó. Loài cá này liên quan chặt chẽ đến cá tầm. Loài cá lớn nước ngọt này có thể dài lên đến 220 cm và nặng tới 100 kg. Tên gọi cá mái chèo trong tiếng Anh do nó có mõm đặc biệt hình dẹt như mái chèo. Chúng được cho là sử dụng thụ quan điện nhạy cảm mỏ mái mái chèo của nó để phát hiện con mồi, cũng như để điều hướng trong khi di chuyển đến nơi đẻ trứng. Chúng chủ yếu ăn zooplankton nhưng cũng ăn động vật giáp xác và bivalve.